# Graduate School of North American Studies
Die Graduate School of North American Studies (GSNAS) ist eine Graduiertenschule der Freien Universität Berlin, beheimatet am John-F.-Kennedy-Institut für Nordamerikastudien. Sie wurde im Oktober des Jahres 2006 für ihr Forschungskonzept „The Challenges of Freedom“ durch die Exzellenzinitiative des Bundesministeriums für Bildung und Forschung und der Deutschen Forschungsgemeinschaft ausgezeichnet und von Joschka Fischer am 5. November 2007 feierlich eröffnet.

## Ziele
Die GSNAS zielt darauf ab, die Studierenden auf einen Beruf in der Wissenschaft, Forschungsinstitutionen oder sonstigen Organisationen vorzubereiten. Das Studien- und Lehrprogramm der GSNAS umfasst eine interdisziplinäre Analyse der Veränderungen, die Nordamerika in der jüngsten Vergangenheit in Geschichte, Gesellschaft, Wirtschaft und Kultur durchlebt. Dabei werden die Studierenden in Theorie und Methode der Geschichtswissenschaft, Kultur- und Literaturwissenschaften, Politische Wissenschaft, Soziologie und Wirtschaft eingeführt und mit interdisziplinären Ansätzen vertraut gemacht.

## Forschungsgebiete
- Der amerikanische Exzeptionalismus im Gegenwartskontext
- Nationen, Ethnizität, Diaspora und Grenzland
- Die konservative Revolution und Neue Soziale Bewegungen
- Die Rolle der Religion im öffentlichen Leben Nordamerikas
- Kunst, Ästhetik und amerikanische Kultur
- Der Kampf um die Öffentlichkeit: Medien und kulturelles Paradigma
- Neoliberalismus als wirtschaftliches und kulturelles Paradigma
- Globalisierung und die „american centuries“

## Partner
Unter ihren akademischen Partnern hat die GSNAS die American Studies Programme der Brown University, Dartmouth College, Harvard University, Stanford University, Berkeley, University of North Carolina | Chapel Hill, Yale, University College Dublin und die Hertie School of Governance. Zusätzlich bestehen noch außeruniversitäre Partnerschaften mit der American Academy in Berlin, dem Canadian Universities Centre (Berlin), der Deutschen Gesellschaft für Auswärtige Politik (DGAP), dem Deutschen Institut für Wirtschaftsforschung, Stiftung Wissenschaft und Politik, der Fritz Thyssen Stiftung und der Terra Foundation for American Art.